# Leucandra goliath
Leucandra goliath är en svampdjursart som först beskrevs av Poléjaeff 1883.  Leucandra goliath ingår i släktet Leucandra och familjen Grantiidae. Inga underarter finns listade i Catalogue of Life.